# Фрідланд (Бранденбург)
Фрідланд (нім. Friedland) — місто в Німеччині, розташоване в землі Бранденбург. Входить до складу району Одер-Шпре.
Площа — 173,21 км2. Населення становить 2954 ос. (станом на 31 грудня 2020).

## Демографія
- Динаміка населення з 1875 року в сучасних кордонах (Синя лінія: населення; Пунктир: відносна порівняльна динаміка населення землі Бранденбург; Сірий фон: період Третього рейху; Помаранчевий фон: період НДР)
- Динаміка населення (синя лінія) і прогнози

| Рік  | Населення |
| ---- | --------- |
| 1875 | 4 509     |
| 1890 | 4 397     |
| 1910 | 4 264     |
| 1925 | 4 212     |
| 1939 | 3 785     |
| 1950 | 5 534     |
| 1964 | 4 251     |

| Рік  | Населення |
| ---- | --------- |
| 1971 | 4 132     |
| 1981 | 3 480     |
| 1985 | 3 473     |
| 1990 | 3 457     |
| 1995 | 3 391     |
| 2000 | 3 428     |
| 2005 | 3 397     |

| Рік  | Населення |
| ---- | --------- |
| 2010 | 3 166     |
| 2015 | 3 017     |
| 2016 | 2 975     |
| 2017 | 2 959     |
| 2018 | 2 957     |
| 2019 | 2 985     |
| 2020 | 2 954     |

Джерела даних вказані на Wikimedia Commons.

## Галерея

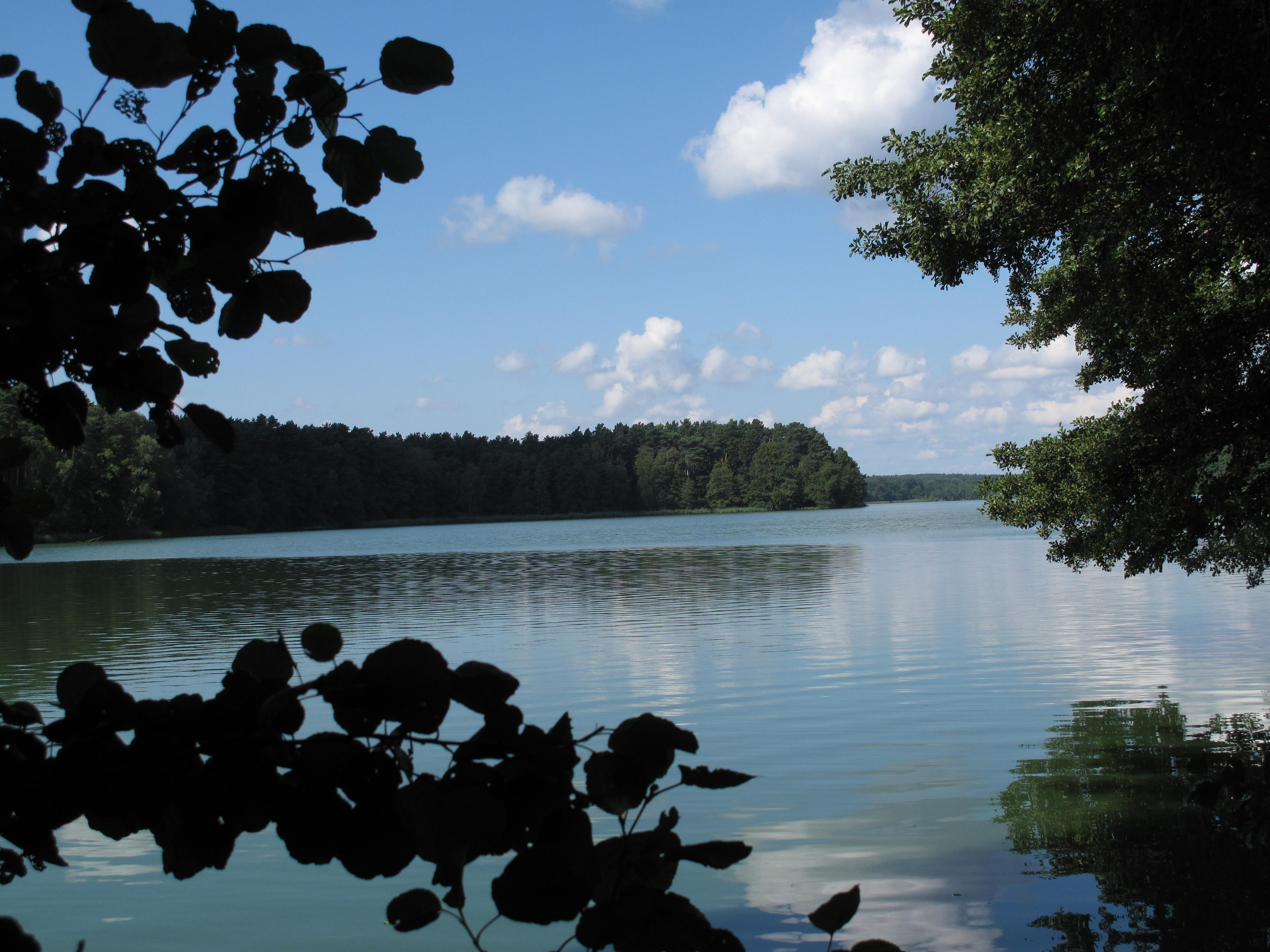
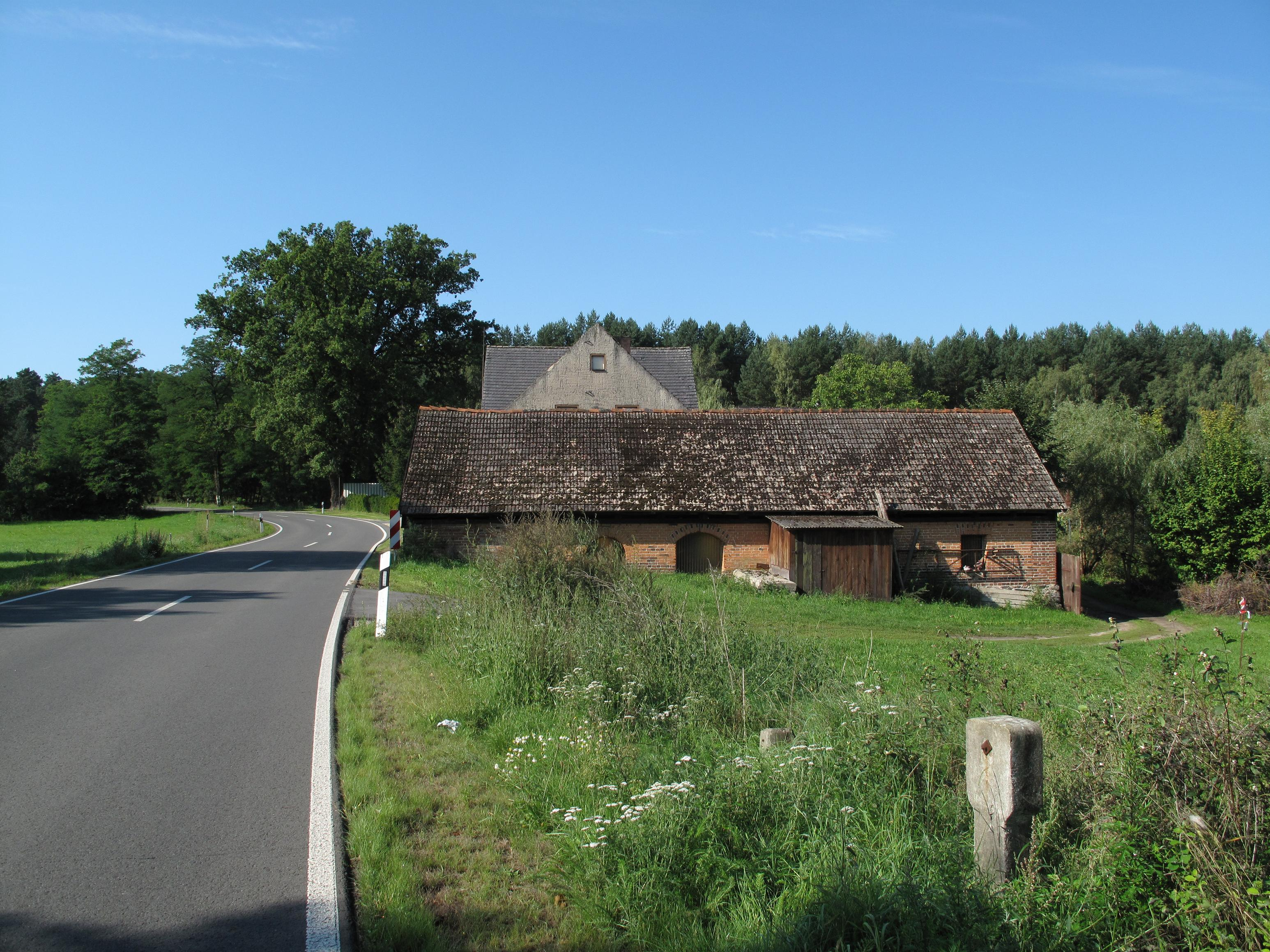
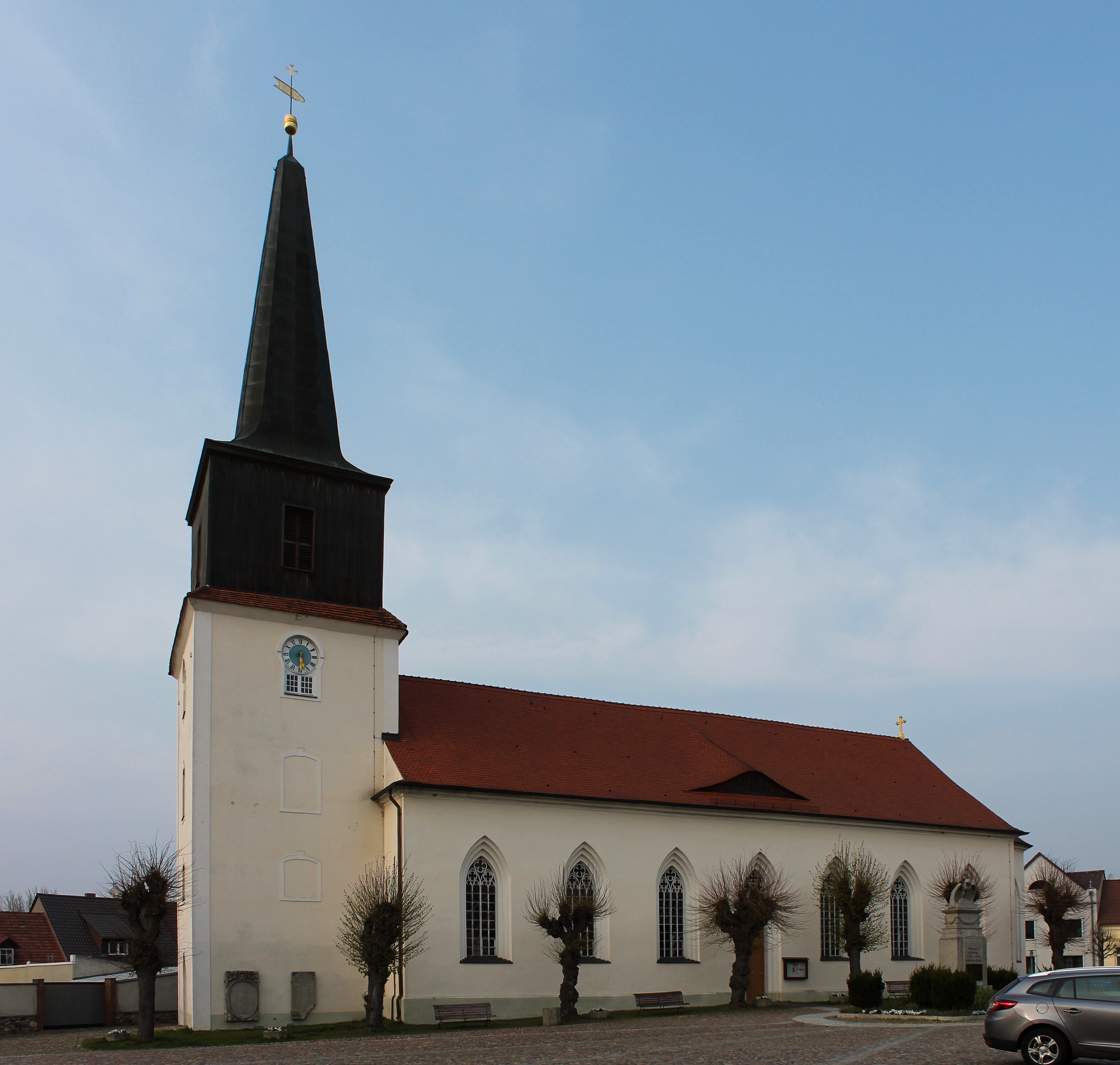
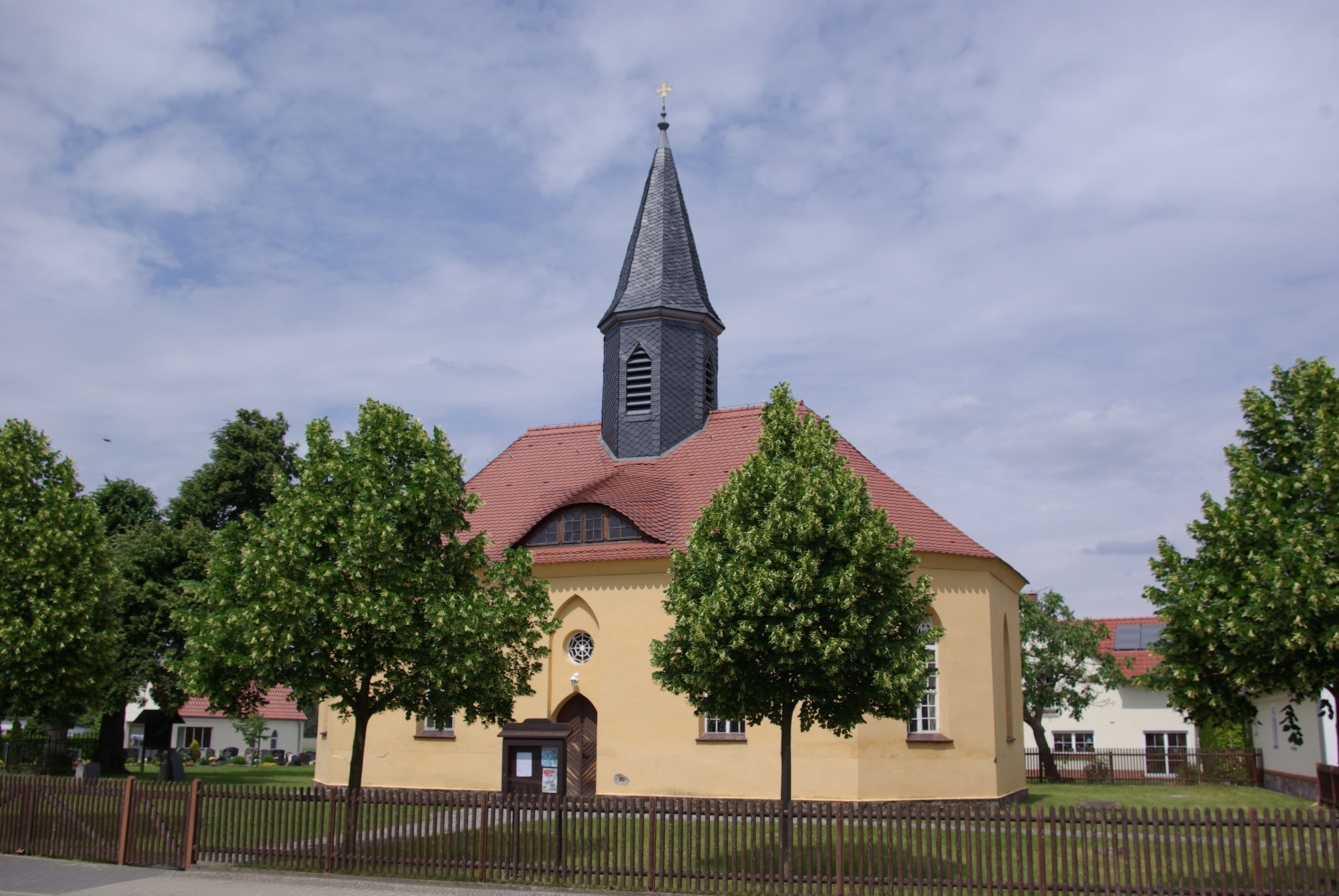
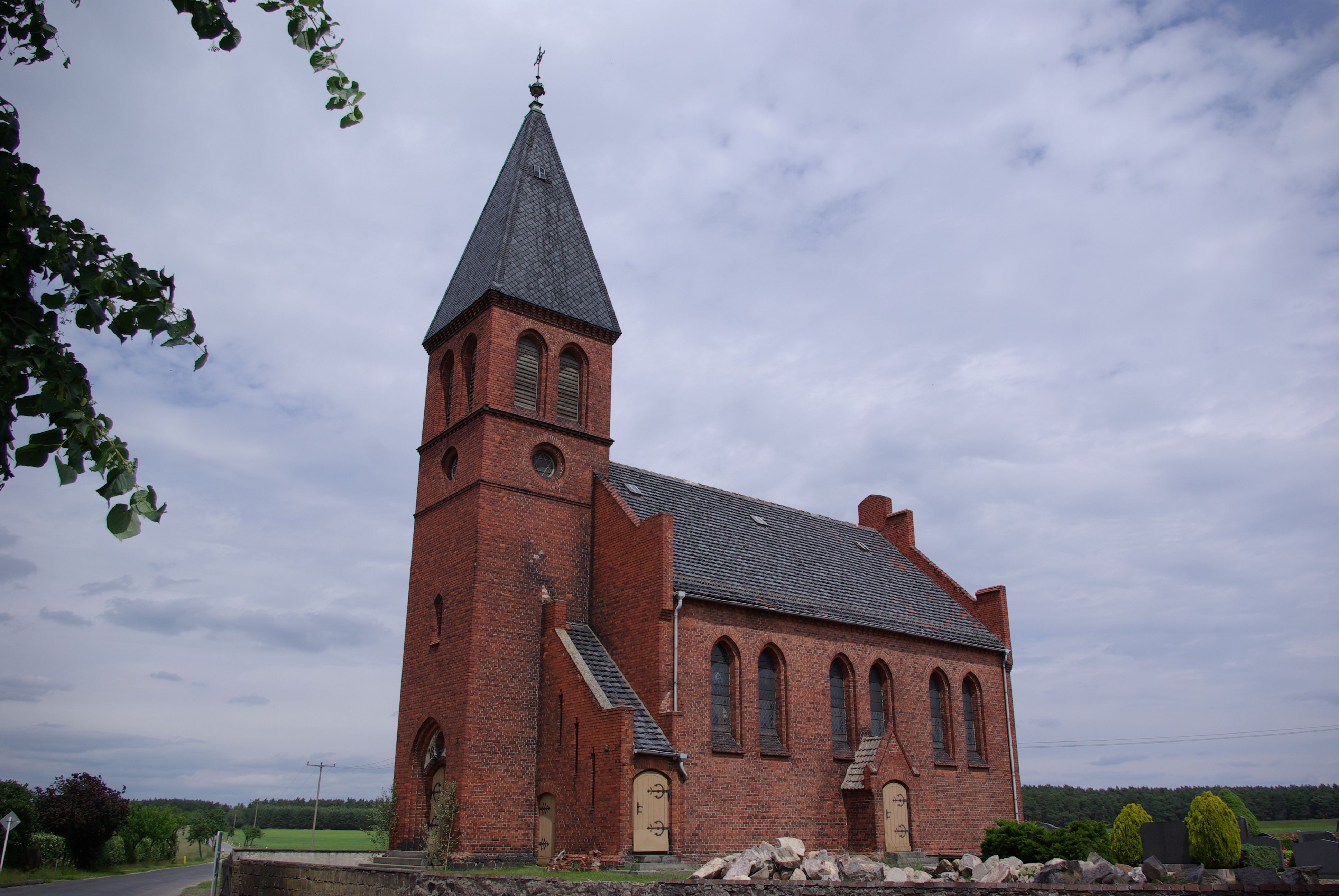
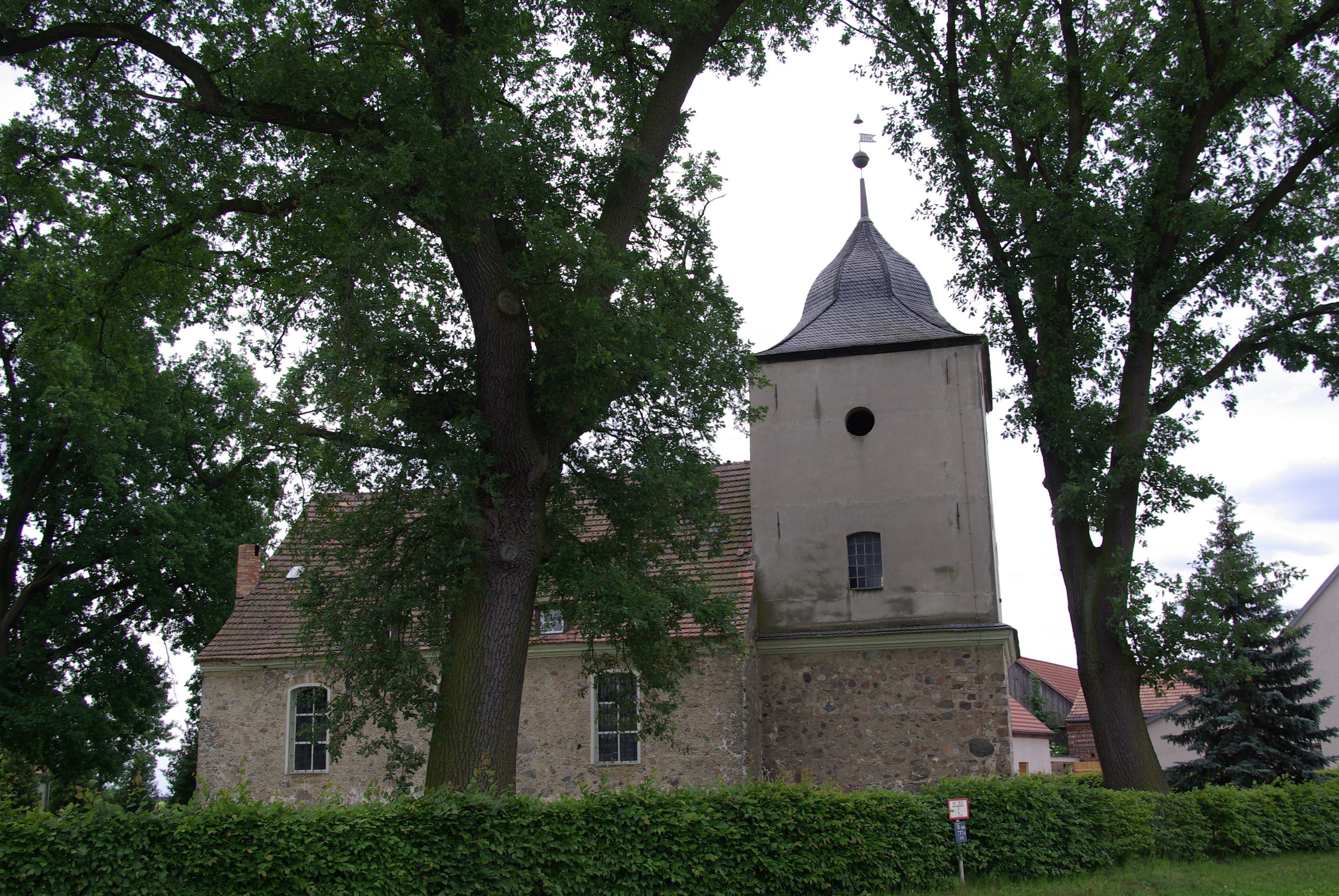